# 무라카와 리에
무라카와 리에(일본어: 村川 梨衣 むらかわ りえ[*], 1990년 6월 1일 ~)는 일본의 여성 성우, 가수. 도쿄 배우 생활 협동 조합 소속. 레코드 회사는 일본 컬럼비아에 소속. 사이타마현 출신. 혈액형은 B형.

## 내력
패션(열정), 리액션과 하이텐션으로 인해 별명은 리에션이다. 그녀의 어머니가 말하길, "태어나서 3일 내내 간호사 웃게 하고 있었다". "영원한 12세"를 자칭하고 있다.

## 출연 작품

### TV 애니메이션
2011
- FAIRY TAIL (코코)

2012
- 사랑한다고 말해 (여자)

2013
- 논논비요리 (이치죠 호타루)
- 비비드레드 오퍼레이션 (후타바 아오이)
- 금빛 모자이크 (이노쿠마 미츠키)

2014
- 나노 인베이더스 (타케)
- 트리니티 세븐 (쿠라타 유이)
- 주문은 토끼입니까? (나츠 메구미)

2015
- 에토타마 (냐~땅)
- 논논비요리 리피트 (이치죠 호타루)
- 헬로!! 금빛 모자이크 (이노쿠마 미츠키)
- 와카바*가르 (마시바 나오)

2016
- Re:제로부터 시작하는 이세계 생활 (람)
- 타나카군은 항상 나른해 (사이온지/西園寺)
- 브레이브 위치스 (칸노 나오에)

2018
- 신칸센 변형로보 신카리온 (다이몬야마 츠라누키)

### OVA
2014
- 논논비요리 (이치죠 호타루)

2015
- 트리니티 세븐 (쿠라타 유이)
- 로보트 아톰 (아톰)

## 디스코그래피

### 싱글
| # | 발매일          | 제목                                 | 규격품번    | 규격품번    | 규격품번   | 최고 순위 |
| # | 발매일          | 제목                                 | 초회한정반A | 초회한정반B | 통상반     | 최고 순위 |
| - | --------------- | ------------------------------------ | ----------- | ----------- | ---------- | --------- |
| 1 | 2016년 6월 1일  | Sweet Sensation／Baby, My First Kiss | COZC-1164/5 | COZC-1166/7 | COCC-17126 | 13위      |
| 2 | 2016년 11월 2일 | ドキドキの風                         | COZC-1250/1 | COZC-1250/1 | COCC-17138 | 27위      |
| 3 | 2017년 5월 17일 | Tiny Tiny/水色のFantasy              | COZC-1312/3 | COZC-1314/5 | COCC-17259 |           |

### 앨범
|            | 발매일          | 제목     | 규격품번    | 규격품번   | 최고 순위 |
| 초회한정반 | 발매일          | 제목     | 통상반      |            | 최고 순위 |
| ---------- | --------------- | -------- | ----------- | ---------- | --------- |
| 1          | 2017년 1월 11일 | RiEMUSiC | COZX-1270/1 | COCX-39786 | 17위      |